# Pedicularis orizabae
Pedicularis orizabae là loài thực vật có hoa thuộc họ Cỏ chổi. Loài này được Schltdl. & Cham. mô tả khoa học đầu tiên năm 1830.